# Хопф, Хайнц
Хайнц Хопф (нем. Heinz Hopf; 19 ноября 1894, Гребшен (нем. Gräbschen), Германия, ныне Грабицин (пол. Grabiszyn), район Вроцлава, Польша — 3 июня 1971, Цолликон, Швейцария) — немецкий и швейцарский математик. Работы Хопфа в основном лежат в области алгебраической и дифференциальной топологии, а также теории дифференциальных уравнений. Большое значение имеет его педагогическая деятельность, в особенности ставший знаменитым совместный курс топологии с П. С. Александровым, несмотря на то, что из трёх предполагаемых томов вышел лишь один.
С 1955 по 1958 год Хопф был президентом Международного математического союза. Награждён премией Лобачевского в 1969 году. Среди его учеников наиболее известны Фридрих Хирцебрух и Вилли Ринов.

## Биография
Хайнц Хопф родился в Гребшене в семье Элизабет и Вильгельма Хопфов. Элизабет происходила родом из протестантской семьи, а отец был евреем и принял протестантское вероисповедание через год после рождения сына.
В период с 1901 по 1904 годы обучался в школе для мальчиков, затем в гимназии в Бреслау. В 1913 году поступил в Силезский университет Фридриха-Вильгельма, но через год учёба была прервана с связи с началом Первой мировой войны. Хопф был призван в армию, дважды ранен и награждён Железным крестом 1-й степени. После войны продолжил образование в Гейдельбергском и Берлинском университете. Среди его учителей были И. Шур и Л. Бибербах.
Защитив в 1925 году диссертацию по топологии, стал работать в Гёттингенском университете, где началось его тесное сотрудничество с П. С. Александровым. В 1927—1928 годах работал в Принстонском университете, c 1928 года — в Берлинском университете. В 1931 году профессор Высшей технической школы Цюриха, где занимает кафедру знаменитого Германа Вейля.
После прихода к власти в Германии нацистов Хопф как еврей был лишён немецкого гражданства и принял швейцарское.